# تربون
تربونس (به فرانسوی: Trébons) یک کمون در فرانسه است که در Canton of Bagnères-de-Bigorre واقع شده‌است.

## خصوصیات
تربونس ۱۰٫۱۹ کیلومترمربع مساحت و ۶۶۶ نفر جمعیت دارد و ۴۷۵ متر بالاتر از سطح دریا واقع شده‌است.